# محمدحسن صادقی مقدم
محمد حسن صادقی مقدم (زاده ۱۳۳۷ شهرستان جهرم)، حقوق‌دان و عضو هیئت علمی دانشکده حقوق و علوم سیاسی دانشگاه تهران است. وی قائم‌مقام سازمان بازرسی کل کشور در زمان ریاست سید ابراهیم رئیسی بوده‌است. صادقی مقدم بین سالهای ۱۳۹۸ تا ۱۴۰۴ به عنوان عضو حقوقدان شورای نگهبان و معاون اجرایی و امور انتخابات شورای نگهبان مشغول به کار بود. وی از استادان گروه حقوق دانشگاه رضوی نیز میباشد. در ۱ اسفند ۱۳۹۸ وزارت خزانه‌داری آمریکا وی را به‌دلیل ممانعت از شکل‌گیری انتخابات آزاد، تحریم کرد.

## تحصیلات
صادقی مقدم مدرک کارشناسی خود را در سال ۱۳۶۴ و در رشته حقوق قضائی از دانشگاه تهران اخذ کرد؛ سپس در سال ۱۳۶۷ در مقطع کارشناسی ارشد و در گرایش حقوق خصوصی از دانشگاه تربیت مدرس فارغ‌التحصیل شد و در نهایت در سال ۱۳۷۳ دکتری خود را در همین گرایش و از همین دانشگاه کسب کرد.

## شورای نگهبان
محمدحسن صادقی مقدم در تیر ماه ۱۳۹۸ از سوی رئیس قوه قضائیه به عنوان حقوقدان پیشنهادی شورای نگهبان به مجلس دهم معرفی و با اخذ ۱۸۱ رای از سوی نمایندگان مجلس برای یک دوره ۶ ساله به عنوان حقوقدان شورای نگهبان انتخاب شد.
از محمدحسن صادقی مقدم به عنوان یکی از عناصر اصلی رد صلاحیت علی لاریجانی در فرایند تأیید صلاحیت انتخابات ریاست‌جمهوری ایران (۱۴۰۰) یاد می‌شود.

## تحریم توسط وزارت خزانه‌داری آمریکا
در سال ۲۰۲۰ میلادی و در فاصله یک روز مانده به انتخابات مجلس شورای اسلامی، وزارت خزانه‌داری آمریکا چندین عضو از شورای نگهبان (از جمله محمدحسن صادقی مقدم) را به دلیل ممانعت از شکل‌گیری انتخابات آزاد تحریم کرد.

## اتهام به شکنجه
در جریان انتخابات ریاست جمهوری سال ۱۴۰۰ ایرج مصداقی با انتشار مقاله ای تحت عنوان "از بازجویی و شکنجه‌گری در اوین تا حقوقدانی در شورای نگهبان" در وبسایت دویچه وله ی فارسی در گزارشی به نقش "محمدحسن صادقی‌‌مقدم" به مشارکت و عاملیت در جنایات جمهوری اسلامی اشاره کرد.

## تالیفات
وی تا کنون بالغ بر ۶۰ مقاله فقهی و حقوقی تألیف کرده‌است که برخی از آن‌ها عبارتند از:
- تابعیت طفل متولد از روش‌های نوین باروری در حقوق ایران
- مسوولیت انتظامی پرستاران و ضمانت اجراهای آن
- تأمین حق سلامتی همسایگان در پرتو بهداشت حقوقی
- اقسام رجوع از وصیت در فقه امامیه و حقوق ایران
- اختیارات شوهر در منع اشتغال زن در نظام حقوقی ایران
- چشم‌انداز رهن منفعت از حیث اجرا در نظام حقوقی ایران
- تحلیل حقوقی مرجع صالح وضع مقررات بورس انرژی ایران
- بررسی تطبیقی کفایت قابلیت تعیین مورد معامله در حقوق ایران،مصر و کامن لا به صورت مشترک با دکتر حامد صالحی علی آبادی[۸]

## سوابق اجرایی
برخی از سوابق اجرایی صادقی مقدم عبارتند از:
- مشاور رئیس و مدیرکل انتصابات دانشگاه آزاد اسلامی
- مشاور رئیس دانشگاه تهران
- مشاور سیاسی و حقوقی دبیر شورای نگهبان
- معاون فرهنگی سازمان مدیریت و برنامه‌ریزی کشور
- قائم مقام سازمان بازرسی کل کشور
- عضو هیئت منصفه دادگاه مطبوعات (دو دوره)
- عضو دادگاه انقلاب تهران[۹]